# Agapito (nome)
Agapito  è un nome proprio di persona italiano maschile.

## Varianti
- Maschili: Agapeto[4], Agabito[5][6]
  - Ipocoristici: Bito[1]
- Femminili: Agapita[2]

### Varianti in altre lingue
- Basco: Agapito[7], Agapeto
- Bulgaro: Агапет (Agapet)
- Catalano: Agapit[7]
- Croato: Agapet
- Esperanto: Agapeto
- Francese: Agapet
- Greco antico: Ἀγαπητός (Agape:tós)[3][5]
- Greco moderno: Αγαπητός (Agapītos)
- Latino Agapetus[3], Agapitus[1][3][5]
- Macedone: Агапит (Agapit)
- Polacco: Agapit
- Portoghese: Agapito
- Russo: Агапит (Agapit)
- Serbo: Агапит (Agapit)
- Sloveno: Agapit
- Spagnolo: Agapito[3][7]
- Ucraino: Агапіт (Ahapit)
- Ungherese: Agapét

## Origine e diffusione
Deriva dal nome greco Ἀγαπητός (Agapetós), giunto in italiano tramite il latino Agapétus o Agapítus; è basato sull'aggettivo ἀγαπητός (agapetos), con il significato di "amato", "desiderato", "diletto", "degno di essere amato" o anche di "amabile"; la radice ultima è ἀγάπη (agape, "amore"), da cui deriva anche il nome Agape, di cui viene talvolta considerato una variante. Per significato, può essere accostato a nomi quali Aspasia, Abibo, Amato, Armas, Davide ed Erasmo.
Era un nome tipicamente cristiano, sostenuto grazie a due papi e diversi santi che lo hanno portato. Ad oggi non è molto comune, e sta rapidamente entrando in disuso; si ritrova comunque in tutta Italia, accentrato soprattutto nel Lazio e a Palestrina in particolare in ragione del culto del patrono sant'Agapito.

## Onomastico
L'onomastico si può festeggiare in memoria di più santi, alle date seguenti:
- 16 marzo, sant'Agapito, vescovo di Ravenna[10][11]
- 24 marzo, sant'Agapito, vescovo di Sinnada[11]
- 22 aprile, sant'Agapito I, Papa[2][10][11]
- 14 giugno, sant'Agapito di Pečers'k, monaco e medico
- 6 agosto (o 7 agosto), sant'Agapito, martire con altri compagni, fra cui papa Sisto II, a Roma[7][10][11]
- 18 agosto (o 18 aprile), sant'Agapito, martire a Palestrina sotto Aureliano[2][8][10][11]
- 19 agosto, beato Agapito León, religioso lasalliano, martire a Valdepeñas[10]
- 10 settembre, sant'Agapito, vescovo di Novara[11]
- 20 settembre, sant'Agapito, figlio dei santi Eustachio e Teopiste, fratello di san Teopisto, martire a Roma sotto Adriano[11]
- 20 novembre, sant'Agapito, martire con altri compagni ad Eraclea Sintica[11]

## Persone
- Agapito, politico romano

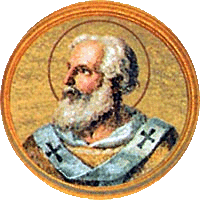
Papa Agapito I

- Agapito I, papa della Chiesa cattolica
- Agapito II, papa della Chiesa cattolica
- Agapito di Costantinopoli, religioso bizantino
- Agapito di Palestrina, santo romano
- Agapito di Pečers'k, monaco e medico ucraino
- Agapito Colonna, cardinale italiano
- Agapito Mosca, cardinale italiano
- Agapito Rodríguez, calciatore peruviano

## Il nome nelle arti
- Agapito Malteni, il ferroviere è il titolo di una canzone di Rino Gaetano, contenuta nell'album Ingresso libero.